# Hong Kong Senior Challenge Shield
La Hong Kong Senior Challenge Shield (en chino tradicional, 香港高級組銀牌), también conocido simplemente como Senior Shield, es el torneo de fútbol interclubes más viejo de Asia y que se juega a nivel de clubes de Hong Kong. Usualmente participan equipo de la Liga Premier de Hong Kong, pero en algunos casos participan equipos de divisiones inferiores.

## Historia
El torneo fue creado en el año 1895  y en dos ediciones (1922-1923) el torneo se dividió en Senior Sheild y Junior Shield.
Se ha jugado bajo el formato de eliminación directa excepto en las ediciones de 1982/83 y 1996/97 ya que en la primera excepción se jugó bajo un formato de fase de grupos y en 1996/97 se jugó con un sistema de doble eliminación. Antes de la edición de 1978 se jugaba un partido de desempate cuando el partido terminaba empatado como en la Copa de Inglaterra, ya que posteriormente se implantó jugar prórroga y penales si el partido terminaba empatado.
Desde su creación solo en tres ocasiones (1988, 1994, 1995) se ha tenido que recurrir a los penales para definir al campeón del torneo, pero antes del 2011 la final se jugaba a un único partido.
El jugado Lee Kin Woo ha sido el que más veces ha ganado la copa, la ha ganado en 10 ocasiones con equipos diferentes entre 1987 y 2005.

## Ediciones Anteriores

### Simbología
| (R) | Replay                              |
| (1) | Ida                                 |
| (2) | Vuelta                              |
| *   | se jugó tiempo extra                |
| ^   | Se jugó tiempo extra con gol de oro |
| †   | Se definió por penales              |

### Resultados
| Temporada | Campeón                       | Resultado | Finalista                     | Sede                      | Asistencia  |
| --------- | ----------------------------- | --------- | ----------------------------- | ------------------------- | ----------- |
| 1895–96   | Kowloon                       | 3–0       | HMS Centurion                 | Happy Valley              |             |
| 1896–97   | HMS Centurion                 | 2–1       | Kowloon                       | Happy Valley              | 2,000–3,000 |
| 1897–98   | "G" Coy., King's Own Regiment | 3–0       | 25th Coy. S.D., R.A.          |                           |             |
| 1898–99   | Hongkong FC                   | 1–0       | 38th Coy. S.D., R.A.          |                           |             |
| 1899–1900 | Royal Welch Fus.Co. G         | 3–1       | Royal Welch Fus.Co. H         |                           |             |
| 1900–01   | R.G.A.                        | 6–0       | Royal Welch Fus.Co. H         |                           |             |
| 1901–02   | Royal Welch Fus.              | 3–2       | HMS Glory                     |                           |             |
| 1902–03   | HMS Glory                     | 2–1       | Argonauts                     |                           | ~5,000      |
| 1903–04   | HMS Albion                    | 3–0       | HMS Cressy                    |                           |             |
| 1904–05   | Royal West Kent Regt.         | 2–0       | HMS Glory                     |                           | ~4,000      |
| 1905–06   | HMS Diadem                    | 2–0       | Hongkong FC                   |                           |             |
| 1906–07   | R.G.A.                        | 3–2       | Hongkong FC                   |                           |             |
| 1907–08   | Hongkong FC                   | 2–1       | HMS Bedford                   |                           |             |
| 1908–09   | HMS Bedford                   | 4–3       | Buffs                         |                           |             |
| 1909–10   | Buffs                         | 4–1       | Naval Yard                    |                           |             |
| 1910–11   | Naval Yard                    | 2–0       | K.O.Y.L.I.                    |                           |             |
| 1911–12   | K.O.Y.L.I.                    | 5–0       | Naval Yard                    |                           |             |
| 1912–13   | Royal Engineers               | 5–0       | D.C.L.I.                      |                           |             |
| 1913–14   | R.G.A.                        | 13–1      | HMS Hampshire                 |                           |             |
| 1914–15   | Royal Engineers               | 2–0       | Hongkong FC                   |                           |             |
| 1915–16   | Hongkong FC                   | 1–0       | Royal Engineers               |                           |             |
| 1918–19   | Hongkong FC                   | 1–0       | South China                   |                           |             |
| 1919–20   | Police                        | 3–1       | St. Joseph's                  |                           |             |
| 1920–21   | HMS Titania                   | 4–2       | R.G.A.                        |                           |             |
| 1921–22   | Hongkong FC                   | 2–0       | R.G.A.                        |                           |             |
| 1922–23   | Kowloon                       | 2–1       | The King's Liverpool Regiment |                           |             |
| 1923–24   | East Surrey Regiment          | 3–1       | Kowloon                       |                           |             |
| 1924–25   | Kowloon                       | 4–2       | Police                        |                           |             |
| 1925–26   | Kowloon                       | 3–2       | East Surrey Regiment          |                           |             |
| 1926–27   | The King's Own Borderers      | 2–0       | Kowloon                       |                           |             |
| 1927–28   | Kowloon                       | 2–1       | Police                        |                           |             |
| 1928–29   | South China                   | 5–0       | Kowloon                       |                           |             |
| 1929–30   | Somerset Light Infantry       | 2–1       | Royal Navy                    |                           |             |
| 1930–31   | South China                   | 6–1       | South Wales Borderers         |                           |             |
| 1931–32   | South Wales Borderers         | 3–2       | Hong Kong FC                  |                           |             |
| 1932–33   | South China                   | 3–1       | South Wales Borderers         |                           |             |
| 1933–34   | South Wales Borderers         | 3–0       | South China                   |                           |             |
| 1934–35   | South China B                 | 2–1       | Police                        |                           |             |
| 1935–36   | South China A                 | 2–1       | Police                        |                           |             |
| 1936–37   | South China                   | 2–0       | Wiltshire Regiment            |                           |             |
| 1937–38   | South China A                 | 3–0       | South China B                 |                           |             |
| 1938–39   | South China                   | 5–3       | Police                        |                           |             |
| 1939–40   | Eastern                       | 3–2       | South China A                 |                           |             |
| 1940–41   | South China                   | 2–0       | Royal Navy                    |                           |             |
| 1945–46   | Royal Navy B                  | *3–3 *    | No. 1 Commando                | Causeway Bay              |             |
| 1945–46   | Royal Navy B                  | *4–3 *    | No. 1 Commando                | Causeway Bay              | (R)         |
| 1946–47   | Sing Tao                      | 4–1       | South China                   | Causeway Bay              |             |
| 1947–48   | Sing Tao                      | 1–0       | Eastern                       |                           |             |
| 1948–49   | South China A                 | 5–3       | Kitchee                       |                           |             |
| 1949–50   | Kitchee                       | 1–0       | St. Joseph's                  |                           |             |
| 1950–51   | K.M.B.                        | 2–1       | South China                   |                           |             |
| 1951–52   | Sing Tao                      | 1–0       | Kitchee                       |                           |             |
| 1952–53   | Eastern                       | 2–1       | South China                   |                           |             |
| 1953–54   | Kitchee                       | 3–2       | KMB                           |                           |             |
| 1954–55   | South China                   | 6–1       | Army                          |                           |             |
| 1955–56   | Eastern                       | 2–1       | Kitchee                       | Government Stadium        | 24,500      |
| 1956–57   | South China                   | 6–2       | KMB                           |                           |             |
| 1957–58   | South China                   | 3–0       | KMB                           |                           |             |
| 1958–59   | South China                   | 4–2       | Tung Wah                      |                           |             |
| 1959–60   | Kitchee                       | 5–3       | Tung Wah                      |                           |             |
| 1960–61   | South China                   | 4–0       | Tung Wah                      |                           |             |
| 1961–62   | South China                   | 3–0       | Police                        |                           |             |
| 1962–63   | Kwong Wah AA                  | 2–1       | South China                   |                           |             |
| 1963–64   | Kitchee                       | 1–0       | KMB                           |                           |             |
| 1964–65   | South China                   | 4–2       | Yuen Long                     |                           |             |
| 1965–66   | Rangers                       | 1–0       | Police                        |                           |             |
| 1966–67   | Sing Tao                      | 2–0       | Happy Valley                  |                           |             |
| 1967–68   | Yuen Long                     | 2–0       | Tung Sing                     |                           |             |
| 1968–69   | Jardines                      | 4–2       | Police                        |                           |             |
| 1969–70   | Sing Tao                      | 2–0       | Fire Services                 |                           |             |
| 1970–71   | Rangers                       | 3–2       | South China                   |                           |             |
| 1971–72   | South China                   | 2–1       | Eastern                       |                           |             |
| 1972–73   | Seiko                         | 2–1       | Tung Sing                     |                           |             |
| 1973–74   | Seiko                         | 3–1       | South China                   | Government Stadium        |             |
| 1974–75   | Rangers                       | 2–0       | Urban Services                |                           |             |
| 1975–76   | Seiko                         | 2–0       | Rangers                       | Government Stadium        | 28,258      |
| 1976–77   | Seiko                         | 2–1       | South China                   | Government Stadium        | 28,137      |
| 1977–78   | Happy Valley                  | 3–2       | Seiko                         |                           |             |
| 1978–79   | Seiko                         | 4–2       | South China                   |                           |             |
| 1979–80   | Seiko                         | 3–1       | Bulova                        |                           |             |
| 1980–81   | Seiko                         | 4–2       | Sea Bee                       |                           |             |
| 1981–82   | Eastern                       | 4–0       | Rangers                       |                           |             |
| 1982–83   | Happy Valley                  | 3–2       | Seiko                         |                           |             |
| 1983–84   | Bulova                        | 0–0       | Happy Valley                  |                           |             |
| 1983–84   | Bulova                        | 2–0       | Happy Valley                  |                           | (R)         |
| 1984–85   | Seiko                         | 1–0       | Happy Valley                  |                           |             |
| 1985–86   | South China                   | 3–0       | Sea Bee                       |                           |             |
| 1986–87   | Eastern                       | 2–0       | Tsuen Wan                     |                           |             |
| 1987–88   | South China                   | 5–2       | Happy Valley                  |                           |             |
| 1988–89   | South China                   | 2–0       | Tsuen Wan                     |                           |             |
| 1989–90   | Happy Valley                  | 2–1       | South China                   |                           |             |
| 1990–91   | South China                   | 1–0       | Lai Sun                       | Government Stadium        | 21,915      |
| 1991–92   | Sing Tao                      | 1–1       | Instant-Dict                  |                           |             |
| 1991–92   | Sing Tao                      | 2–1       | Instant-Dict                  |                           | (R)         |
| 1992–93   | Eastern                       | 4–0       | South China                   |                           |             |
| 1993–94   | Eastern                       | 6–5       | Instant-Dict                  |                           |             |
| 1994–95   | Rangers                       | †2–2 †    | Happy Valley                  |                           |             |
| 1995–96   | South China                   | 2–1       | Golden                        |                           |             |
| 1996–97   | South China                   | 3–1       | Instant-Dict                  |                           | (1)         |
| 1996–97   | South China                   | 1–0       | Instant-Dict                  |                           | (2)         |
| 1997–98   | Happy Valley                  | 1–0       | Sing Tao                      |                           |             |
| 1998–99   | South China                   | 2–0       | Sing Tao                      |                           |             |
| 1999–2000 | South China                   | 4–3       | Happy Valley                  |                           |             |
| 2000–01   | Orient & Yee Hope Union       | 1–0       | Instant-Dict                  |                           |             |
| 2001–02   | South China                   | 3–2       | Sun Hei                       |                           |             |
| 2002–03   | South China                   | ^2–1 ^    | Happy Valley                  | Mong Kok Stadium          |             |
| 2003–04   | Happy Valley                  | 3–0       | Sun Hei                       | Mong Kok Stadium          | 1,977       |
| 2004–05   | Sun Hei                       | 4–2       | Happy Valley                  | Hong Kong Stadium         | 1,493       |
| 2005–06   | Kitchee                       | 3–0       | Happy Valley                  | Mong Kok Stadium          | 2,217       |
| 2006–07   | South China                   | 2–1       | Xiangxue Sun Hei              | Hong Kong Stadium         | 4,980       |
| 2007–0    | Eastern                       | 3–1       | Kitchee                       | Hong Kong Stadium         | 2,493       |
| 2008–09   | TSW Pegasus                   | 3–0       | Convoy Sun Hei                | Hong Kong Stadium         | 2,828       |
| 2009–10   | South China                   | 4–2       | Kitchee                       | Siu Sai Wan Sports Ground | 2,760       |
| 2010–11   | Citizen                       | †3–3 †    | South China                   | Hong Kong Stadium         | 4,694       |
| 2011–12   | Sunray Cave JC Sun Hei        | †1–1 †    | South China                   | Hong Kong Stadium         | 6,234       |
| 2012–13   | Tai Po                        | †2–2 †    | Citizen                       | Hong Kong Stadium         | 3,294       |
| 2013–14   | South China                   | 2–1       | Sun Pegasus                   | Hong Kong Stadium         | 6,820       |
| 2014–15   | Eastern                       | 3–2       | Kitchee                       | Hong Kong Stadium         | 6,133       |
| 2015–16   | Eastern                       | 2–0       | Southern                      | Hong Kong Stadium         | 4,558       |
| 2016–17   | Kitchee                       | 2–1       | Eastern                       | Hong Kong Stadium         | 6,216       |
| 2017–18   | Yuen Long                     | 3–0       | Eastern                       | Hong Kong Stadium         | 3,711       |

## Títulos por Equipo
Los que aparecen en cursiva son equipos desaparecidos.
| Club                          | Títulos | Último Título |
| ----------------------------- | ------- | ------------- |
| South China                   | 31      | 2013–14       |
| Eastern                       | 10      | 2015–16       |
| Seiko                         | 8       | 1984–85       |
| Sing Tao                      | 6       | 1991–92       |
| Kitchee                       | 6       | 2016–17       |
| HKFC                          | 5       | 1921–22       |
| Kowloon                       | 5       | 1927–28       |
| Happy Valley                  | 5       | 2003–04       |
| Rangers                       | 4       | 1994–95       |
| R.G.A.                        | 3       | 1913–14       |
| Royal Welch Fus.              | 2       | 1901–02       |
| Royal Engineers               | 2       | 1914–15       |
| South Wales Borderers         | 2       | 1933–34       |
| Sun Hei                       | 2       | 2011–12       |
| Yuen Long                     | 2       | 2017–18       |
| "G" Coy., King's Own Regiment | 1       | 1897–98       |
| HMS Glory                     | 1       | 1902–03       |
| HMS Albion                    | 1       | 1903–04       |
| Royal West Kent Regt.         | 1       | 1904–05       |
| HMS Diadem                    | 1       | 1905–06       |
| HMS Bedford                   | 1       | 1908–09       |
| HMS Centurion                 | 1       | 1896–97       |
| Buffs                         | 1       | 1909–10       |
| Naval Yard                    | 1       | 1910–11       |
| K.O.Y.L.I.                    | 1       | 1911–12       |
| HMS Titania                   | 1       | 1920–21       |
| East Surrey Regiment          | 1       | 1923–24       |
| The King's Own Borderers      | 1       | 1926–27       |
| Summerset                     | 1       | 1929–30       |
| Royal Navy                    | 1       | 1945–46       |
| K.M.B.                        | 1       | 1950–51       |
| Kwong Wah                     | 1       | 1962–63       |
| Jardines                      | 1       | 1968–69       |
| Bulova                        | 1       | 1983–84       |
| Yee Hope                      | 1       | 2000–01       |
| TSW Pegasus                   | 1       | 2008–09       |
| Citizen                       | 1       | 2010–11       |
| Tai Po                        | 1       | 2012–13       |